# هربرت لوم
هربرت لوم (بالإنجليزية: Herbert Lom)‏ هو كاتب وروائي وممثل تعبيري وممثل تشيكي وبريطاني، ولد في 11 سبتمبر 1917 ببراغ في التشيك، وتوفي في 27 سبتمبر 2012 بلندن في المملكة المتحدة. بدأ مشواره المهني سنة 1937.

## أعمال

### أفلام
- (1945) الحجاب السابع
- (1956) الحرب والسلام[6]
- (1960) سبارتاكوس[7][8]
- (1974) ثم لم يبق أحد

## وصلات خارجية
- هربرت لوم على موقع IMDb (الإنجليزية)
- هربرت لوم على موقع الموسوعة البريطانية (الإنجليزية)
- هربرت لوم على موقع ألو سيني (الفرنسية)
- هربرت لوم على موقع تيرنر كلاسيك موفيز (الإنجليزية)
- هربرت لوم على موقع أول موفي (الإنجليزية)
- هربرت لوم على موقع قاعدة بيانات الأفلام السويدية (السويدية)
- هربرت لوم على موقع إن إن دي بي (الإنجليزية)
- هربرت لوم على موقع قاعدة بيانات الفيلم (الإنجليزية)
- هربرت لوم على موقع كينوبويسك (الروسية)